# Seinäjoki
Seinäjoki (ˈsei̯næˌjoki; tdl. ‘el río de la pared’) es una ciudad situada en Ostrobotnia del Sur, Finlandia. La ciudad fue fundada en 1868.
En ella tiene lugar anualmente el popular festival de tango Tangomarkkinat al igual que más de 5 temporadas de los Dudesons. El parque de atracciones más cercano, PowerPark, se encuentra en Kauhava, a unos 60 kilómetros al norte de Seinäjoki.

## Sitios de interés
- La iglesia Lakeuden Risti La cruz de la llanura, diseñado por Alvar Aalto.
- El centro cultural, diseñado por Alvar Aalto.
- El Museo del Distrito de Ostrobotnia del Sur.
- El Museo de la Guardia Blanca y de Lotta Svärd.
- La iglesia Törnävä
- La exposición de trenes.

## Ciudades hermanadas
Seinäjoki está hermanada con las siguientes ciudades
- Koszalin, Pomerania Occidental, Polonia.
- Schweinfurt, Baviera, Alemania.
- Sopron, Győr-Moson-Sopron, Nyugat-Dunántúl, Hungría.
- Thunder Bay, Ontario, Canadá.
- Virginia, Minnesota, Estados Unidos.